# Jóhann Hafstein
Jóhann Hafstein (født 19. september 1915, død 15. maj 1980), var en islandsk jurist og politiker, der var Islands statsminister fra 10 juli 1970 til 14 juli 1971.

## Familie, uddannelse og arbejde
Hafstein var søn af cand.jur. Júlíus Havsteen, der var sysselmand fra 1921 til 1956, og er kendt for at have oversat Herman Melvilles roman "Moby Dick" til islandsk. I 1934 tog Jóhann Hafstein studentereksamen fra gymnasiet i Akureyri, hvorefter han studerede jura ved Islands Universitet og bestod juridisk embedseksamen i 1938. Derefter videreduddannede han sig i folkeret ved University of London og studieophold i Danmark og Tyskland frem til 2. Verdenskrigs udbrud i efteråret 1939. I 1938 blev han gift med Ragnheiður Thors, datter af Haukur Thors (bror til statminister Ólafur Thors ) og Soffía Hafstein (datter af tidl. minister for Island Hannes Hafstein), og de fik tre sønner Haukur, Jóhann Júlíus og Pétur.
I 1952 blev Hafstein direktør for Útvegsbanki Íslands (Islands Fiskeribank).

## Politisk karriere
I 1935 etablerede han Vaka, der var en forening for demokratiske studerende, og blev Vakas første formand. Fra 1939 til 1942 var han formand for Heimdallur.
Han var medlem af Selvstændighedspartiet og sad i Altinget fra 1946 til 1978.